# نبرد زیکیم
نبرد زیکیم (عبری:קרב זיקים، عربی:معرکة زیکیم) در ۷ اکتبر ۲۰۲۳، زمانی که حماس حمله گسترده‌ای را علیه جنوب اسرائیل آغاز کرد، آغاز شد. این نبرد بر سر منطقه اسرائیلی زیکیم، که شامل کیبوتس و پایگاه نظامی بهاد ۴ است، انجام شد.

## حمله اولیه
صبح روز ۷ اکتبر در ساعت ۰۴:۴۰ به وقت گرینویچ، حماس چندین قایق از غزه برای رسیدن به سواحل زیکیم فرستاد. دو قایق لاستیکی و دو قایق دیگر توسط اسکادران گشت ۹۱۶ از پایگاه دریایی اشدود در مسیر حرکت به آنجا منهدم شدند، اما بقیه به ساحل زیکیم رسیدند. همچنین در حصار غزه در حدود ۱٫۵ کیلومتری جنوب بهاد ۴ در همان زمان که سربازان حماس از آن عبور می‌کردند، شکافی رخ داده بود.
سربازان حماس به بهاد ۴، پایگاه آموزشی برای سربازان اولیه ارتش اسرائیل یورش بردند. اکثریت سربازان در پایگاه آموزشی تنها ۴ هفته در ارتش اسرائیل بودند. سربازان کهنه‌کار در این پایگاه با ستیزه‌جویان نبرد کرده بودند، در حالی که افراد کم تجربه‌ای که درگیری شدید برای ساعت‌ها ادامه داشت، پناه گرفتند. در ساعت ۰۷:۰۰ ارتش اسرائیل بیانیه‌ای مبنی بر نفوذ بهاد ۴ و از دست دادن آن منتشر کرده بود. شبه‌نظامیان حماس به سمت کیبوتص حرکت کردند اما توسط غیرنظامیان مسلح شکست خوردند که برخی از آنها افسران خارج از وظیفه بودند. درگیری‌ها در داخل کیبوتص پس از ۷ اکتبر نیز ادامه یافت.

## بعد از ۷ اکتبر
صبح روز ۸ اکتبر، اسکادران گشت ۹۱۶، پنج شبه‌نظامی حماس را در ساحل زیکیم کشتند.
در ۱۰ اکتبر، شورای منطقه‌ای هوف اشکلون گفت که نیروهای اسرائیلی در حال نبرد با شبه‌نظامیان فلسطینی در نزدیکی تقاطع خط لوله ترانس اسرائیل هستند.
در ۱۱ اکتبر، ارتش اسرائیل ادعا کرد که ۸ شبه‌نظامی حماس را در زیکیم کشته‌است.
در ۱۳ اکتبر، یک حادثه امنیتی مشکوک ساکنان زیکیم را مجبور به پناه گرفتن در خانه‌های خود کرد. اخبار ملی اسرائیل بعداً گزارش داد که یک مبارز فلسطینی در ساحل توسط ارتش اسرائیل کشته شده‌است.